# Stanislaus A. James
Sir Stanislaus Anthony James (Soufrière, 13 novembre 1919 – 30 maggio 2011) è stato un politico santaluciano, Governatore generale di Saint Lucia dal 10 ottobre 1988 al 1º giugno 1996.

## Biografia
Era figlio di Raymond e Theresa James (nata Du Suzay). Istruitosi a Saint Lucia e a Trinidad, nel 1946 ottenne il diploma di educazione presso il College of Preceptors di Londra. Nel 1960 ottenne il diploma in amministrazione sociale all'Università di Swansea, seguito da un diploma in amministrazione pubblica conseguito otto anni dopo all'Università Carleton.
Lavorò nel settore pubblico santaluciano, concentrandosi sui programmi di benessere sociale e sviluppo giovanile, e contribuì alla creazione di un piano nazionale di preparazione alle catastrofi. Nel 1988 fu nominato Governatore generale di Saint Lucia a titolo temporaneo. Riconfermato in via ufficiale nel 1992, si dimise nel 1996. Morì il 30 maggio 2011.